# 桑原剛
桑原 剛（くわはら たけし、1985年5月10日 - ）は、福岡県福岡市出身の元サッカー選手。ポジションはMF。主に右サイドやトップ下を務める。

## 来歴
筑陽学園高等学校時代にエースとして活躍、第82回全国高校サッカー選手権大会では同校が福岡県代表として初出場ながら準優勝を飾る原動力となった。2004年にコンサドーレ札幌に新加入。若返りを図るチーム事情もあって高卒ルーキーながら10試合以上に出場した。翌2005年は一転して出場機会に恵まれず、2006年に水戸ホーリーホックへ期限付き移籍。水戸では得意のフリーキックを直接決めるなど主力として活躍、2007年にはザスパ草津へ期限付き移籍した。開幕当初は出場を重ねていたものの後半になるにつれて出場機会が減少し、2007年限りでの退団が決定。保有権を持つコンサドーレ札幌も契約を更新しないことを決めた。2008年1月、ザスパ草津と所属元のコンサドーレ札幌から将来のJリーグ入りを目指す東北社会人2部南リーグ・福島ユナイテッドFCへの完全移籍が相次いで発表された。福島で2シーズンプレーし、2009年12月13日、現役引退を発表。

## 所属クラブ
- 筑陽学園高等学校
- 2004年 - 2007年 コンサドーレ札幌
  - 2006年 水戸ホーリーホック  （レンタル移籍）
  - 2007年 ザスパ草津  （レンタル移籍）
- 2008年 - 2009年 福島ユナイテッドFC

## エピソード
- 2007年3月1日放送のフジテレビ系列『奇跡体験!アンビリバボー』「高校サッカーの奇跡」で高校時代のエピソードが紹介された。

## 個人成績
| 国内大会個人成績 | 国内大会個人成績 | 国内大会個人成績 | 国内大会個人成績 | 国内大会個人成績 | 国内大会個人成績 | 国内大会個人成績 | 国内大会個人成績 | 国内大会個人成績 | 国内大会個人成績 | 国内大会個人成績 | 国内大会個人成績 |
| 年度             | クラブ           | 背番号           | リーグ           | リーグ戦         | リーグ戦         | リーグ杯         | リーグ杯         | オープン杯       | オープン杯       | 期間通算         | 期間通算         |
| 年度             | クラブ           | 背番号           | リーグ           | 出場             | 得点             | 出場             | 得点             | 出場             | 得点             | 出場             | 得点             |
| 日本             | 日本             | 日本             | 日本             | リーグ戦         | リーグ戦         | リーグ杯         | リーグ杯         | 天皇杯           | 天皇杯           | 期間通算         | 期間通算         |
| ---------------- | ---------------- | ---------------- | ---------------- | ---------------- | ---------------- | ---------------- | ---------------- | ---------------- | ---------------- | ---------------- | ---------------- |
| 2004             | 札幌             | 25               | J2               | 14               | 0                | -                | -                | 1                | 0                | 15               | 0                |
| 2005             | 札幌             | 18               | J2               | 0                | 0                | -                | -                | 0                | 0                | 0                | 0                |
| 2006             | 水戸             | 22               | J2               | 32               | 3                | -                | -                | 1                | 0                | 33               | 3                |
| 2007             | 草津             | 15               | J2               | 21               | 0                | -                | -                | 0                | 0                | 21               | 0                |
| 2008             | 福島             | 9                | 東北2部南        | 14               | 10               | -                | -                | 1                | 0                | 15               | 10               |
| 2009             | 福島             | 10               | 東北1部          | 11               | 3                | -                | -                | 1                | 0                | 12               | 3                |
| 通算             | 日本             | 日本             | J2               | 67               | 3                | -                | -                | 2                | 0                | 69               | 3                |
| 通算             | 日本             | 日本             | 東北1部          | 11               | 3                | -                | -                | 1                | 0                | 12               | 3                |
| 通算             | 日本             | 日本             | 東北2部南        | 14               | 10               | -                | -                | 1                | 0                | 15               | 10               |
| 総通算           | 総通算           | 総通算           | 総通算           | 92               | 16               | -                | -                | 4                | 0                | 96               | 16               |

- Jリーグ初出場 - 2004年6月27日 J2 第20節 サガン鳥栖戦（札幌厚別）
- Jリーグ初得点 - 2006年6月24日 J2 第24節 柏レイソル戦（柏の葉）

## 代表歴
- U-18日本代表候補トレーニングキャンプメンバー